# (246247) Sheldoncooper
(246247) Sheldoncooper – planetoida z głównego pasa planetoid okrążająca Słońce w ciągu 4,72 lat w średniej odległości 2,81 au. Odkryta 20 września 2007 roku. Planetoida nazwana na cześć postaci Sheldona Coopera, fizyka-teoretyka z serialu komediowego Teoria wielkiego podrywu, granego przez Jima Parsonsa. Przed nadaniem nazwy planetoida nosiła oznaczenie (246247) 2007 SP14.